# 선봉체육단
선봉체육단 ( - 體育團)은 조선민주주의인민공화국의 종합스포츠클럽이다. 